# Judith D. Sally
Pour les articles homonymes, voir Sally.
Judith D. Sally (née le 23 mars 1937) et morte le 28 janvier 2024 à Chicago, est une mathématicienne américaine, professeure émérite de mathématiques à l'université Northwestern. 

## Formation et carrière
Sally étudie les mathématiques au Barnard College, où elle obtient son Bachelor en 1958, puis à l'université Brandeis, où elle obtient son mastère en 1960. Elle fond une famille et poursuit ses études en 1968. Sally obtient son doctorat en mathématiques de l'université de Chicago en 1971 sous la direction d'Irving Kaplansky avec une thèse intitulée « Regular overrings of regular local rings » (Transactions AMS vol 171, 1972),. Elle effectue ses recherches post-doctorales à l'université Rutgers.
Elle rejoint la faculté de l'université Northwestern en 1972.
Ses recherches portent sur l'algèbre commutative, notamment la théorie des anneaux. Elle s'intéresse aux anneaux noethériens et aux anneaux gradués.

## Prix et distinctions
En 1977, elle reçoit une bourse Sloan. En 1995, elle est invitée à donner la conférence Noether de l'AWM pour ses contributions fondamentales et soutenues aux sciences mathématiques. Elle publie plusieurs livres sur l'enseignement des mathématiques avec son mari Paul Sally, professeur à l'université de Chicago. 

## Publications
- Judith Sally, Numbers of generators of ideals in local rings, New York, M. Dekker, 1978, 93 p. (ISBN 0-8247-6645-8)
- Judith Sally, Trimathlon : A Workout Beyond the School Curriculum, AK Peters, Ltd, 2003, 200 p. (ISBN 978-1-56881-184-0)
- Judith Sally, Roots to Research : A Vertical Development of Mathematical Problems, Providence, American Mathematical Society, 2007, 338 p. (ISBN 978-0-8218-4403-8)
- (en) Judith D. Sally, « Noether Normalization », dans Bhama Srinivasan et Judith D. Sally (ed.), Emmy Noether in Bryn Mawr: Proceedings of a Symposium Sponsored by the Association for Women in Mathematics in Honor of Emmy Noether's 100th Birthday DOI 10.1007/978-1-4612-5547-5_3.